# Bolimowski Park Krajobrazowy

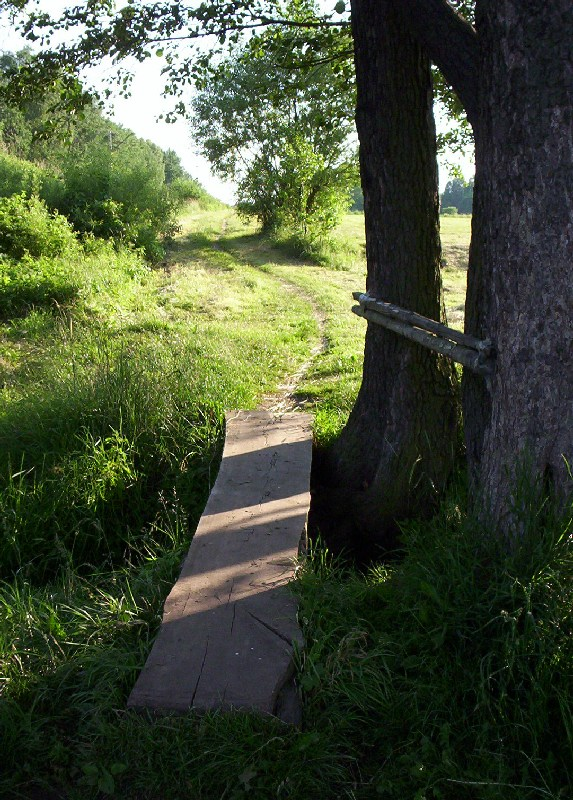
Ścieżka na skraju wsi

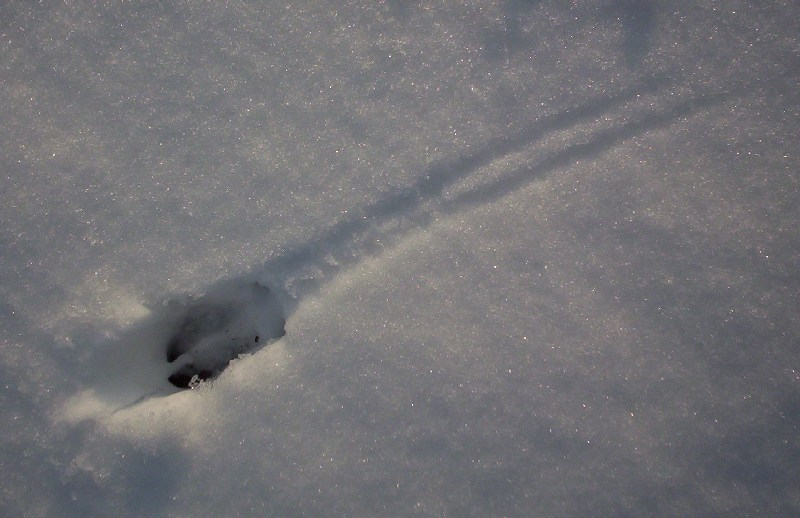
Ślad sarny w BPK

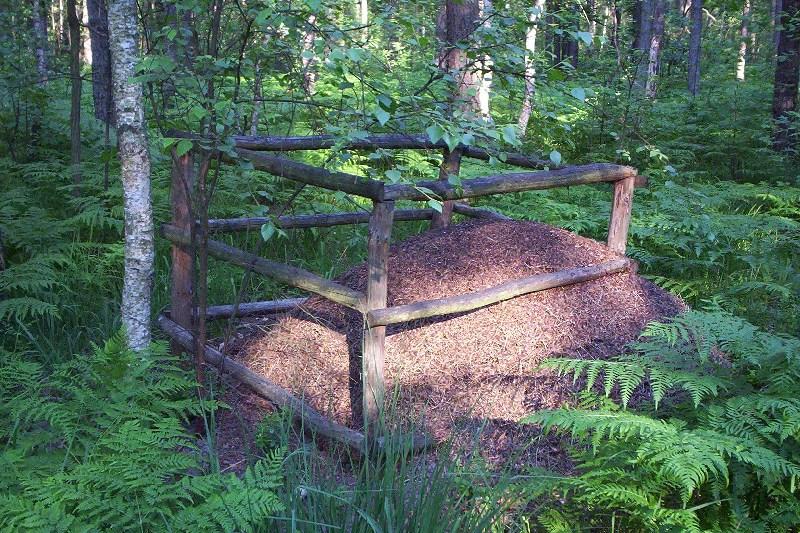
Mrowisko w BPK

Bolimowski Park Krajobrazowy – park krajobrazowy położony na pograniczu województw łódzkiego i mazowieckiego.
Park został utworzony w 1986 roku. Po kilku powiększeniach obejmuje obecnie obszar o powierzchni 20 512,32 ha, a otulina 3102,43 ha.

## Położenie
Bolimowski Park Krajobrazowy obejmuje kompleks lasów Puszczy Bolimowskiej, rozciągającej się pomiędzy Skierniewicami, Łowiczem, Bolimowem i Żyrardowem. Lasy te są ostatnią pozostałością historycznych puszcz: Bolimowskiej, Wiskickiej, Miedniewickiej, Korabiewskiej oraz Jaktorowskiej i stanowią cenną przyrodniczo enklawę wśród wylesionych terenów rolniczych. Przez środek Puszczy przepływa rzeka Rawka, która zachowała naturalny charakter silnie meandrującej rzeki nizinnej, a jej dolina stanowi ważny korytarz ekologiczny i objęta jest ochroną w ramach rezerwatu przyrody Rawka. W krajobrazie parku dominuje lekko falista równina polodowcowa, a rzeźbę terenu urozmaicają wcięte w kilkanaście metrów doliny Rawki i jej większych dopływów, terasy oraz nieliczne wydmy piaszczyste.
Puszcza Bolimowska leży w dorzeczu Bzury, do której wpada największa rzeka Parku – Rawka. Główne dopływy Rawki uchodzące do niej na tym terenie to: Chojnatka, Rokita, Korabiewka i Grabinka. Dolina Rawki, szerokości od kilkuset metrów do ponad kilometra, stanowi największą atrakcję krajobrazową i przyrodniczą Parku. Rzeka tworzy dziesiątki meandrów i starorzeczy, a w przebiegu jej doliny występują na przemian rozszerzenia i zwężenia, mające na niektórych odcinkach charakter przełomów. Zbocza doliny są wyraźnie wyodrębnione, a miejscami strome. Malownicze obramowanie stanowią rosnące w pewnej odległości od rzeki lasy Puszczy Bolimowskiej. Dno doliny pokrywają łąki, torfowiska oraz zespoły zarośli, a miejscami podmokłe olsy i łęgi. Na terenie Parku i jego otuliny znajduje się kilka niewielkich kompleksów stawów rybnych: w Nieborowie, na Polanie Siwica, w uroczysku Buczyna, koło Kamionu i Wycześniaka oraz w Patokach i Jeruzalu.

## Kompleksy leśne
Lasy zajmują ok. 70% powierzchni Parku. W Puszczy Bolimowskiej przeważają różne typy borów sosnowych, głównie świeże, wilgotne, suche i mieszane. W drzewostanach dominuje sosna, a najważniejsze domieszki stanowią: brzoza, osika, dąb, grab, lipa, klon i jesion. Na żyźniejszych siedliskach, m.in. na stromych zboczach doliny Rawki, spotyka się grądy, gdzie wielogatunkowy drzewostan tworzą głównie dąb i grab, z domieszką lipy i klonu. W podszycie występują leszczyna, kruszyna i trzmielina. W uroczyskach Bolimów, Sokule, Mokra i w Lesie Jeruzalskim wykształciły się na niewielkich powierzchniach cenne i bogate florystycznie zbiorowiska dąbrowy świetlistej. Na podmokłych terenach w dolinie Rawki występują łęgi jesionowo-olszowe oraz olsy i zarośla wierzbowe. Cenne zbiorowiska roślinności łąkowej, torfowiskowej, bagiennej i szuwarowej zachowały się w dolinie Rawki oraz na licznych w Puszczy Bolimowskiej śródleśnych polanach jak: Siwica, Starożyska, Serwituty, a także we fragmentach uroczysk Nieborów, Bolimów (Halin) i Miedniewice oraz koło Bartnik.

## Flora
W Parku stwierdzono występowanie ponad 900 gatunków roślin naczyniowych, w tym blisko 100 gatunków rzadkich i ginących. Do najcenniejszych roślin runa leśnego należą: widłaki jałowcowaty, spłaszczony i wroniec, paprotka zwyczajna, paprotka krucha, nerecznica szerokolistna, wawrzynek wilczełyko, bluszcz pospolity, lilia złotogłów, orlik pospolity, naparstnica zwyczajna, jaskier kaszubski, zdrojówka rutewkowata, rutewka wąskolistna, marzanka wonna, mącznica lekarska, pomocnik baldaszkowy, gruszyczka zielonawa, łuskiewnik różowy, korzeniówka pospolita i turówka wonna. Na rozległych powierzchniach występuje obficie konwalia majowa, będąca symbolem Parku. Na polanach rosną rzadkie rośliny łąkowe: starodub łąkowy, kosaciec syberyjski, mieczyk dachówkowaty, pierwiosnka lekarska, goryczka wąskolistna oraz goździki kosmaty, pyszny i piaskowy. Są wśród nich także rośliny ciepłolubne: ożanka czosnkowa, centuria pospolita i oman łąkowy. Licznie występują storczyki: kruszczyki szerokolistny i błotny, podkolany biały i zielonawy, listera jajowata, gnieźnik leśny oraz storczyk szerokolistny, storczyk plamisty, storczyk krwisty i storczyk Fuchsa. Do rzadszych roślin torfowiskowych należą: nasięźrzał pospolity, fiołek mokradłowy, gnidosze rozesłany i błotny, rosiczka okrągłolistna, bagno zwyczajne, żurawina błotna, bobrek trójlistkowy, dziewięciornik błotny, świbka błotna, wąkrota zwyczajna, groszek błotny, mniszek błotny, marzanka wonna, ponikło jednoprzysadkowe, sit drobny, wełnianka pochwowata, selernica żyłkowana i turzyca luźnokwiatowa. Wśród roślin wodnych warto wymienić wolfię bezkorzeniową, grzybienie białe, grążela żółtego, pływacze zwyczajnego i drobnego oraz jeżogłówkę najmniejszą. Występuje tu także 110 gatunków mszaków, w tym dwa bardzo rzadkie gatunki w skali kraju, reprezentujące element borealny i uznane za relikty glacjalne: skorpionowiec brunatny i krzywosz lśniący. Na uwagę zasługuje występowanie rzadkich porostów: płucnicy islandzkiej i gatunków z rodzaju brodaczka, a także chronionego grzyba – sromotnika bezwstydnego.

## Fauna
Największym reprezentantem bogatej fauny Parku jest łoś, żyjący tu stale od lat 80. XX w. W roku 1983 introdukowano w Parku bobry, które znakomicie się zadomowiły nad Rawką i żyją w norach wykopanych w ziemi. Nad wodami często spotykana jest też wydra europejska. Osobliwością Puszczy Bolimowskiej jest stado danieli sprowadzonych tu jeszcze w XVII w. oraz rysie, które przywędrowały z Puszczy Kampinoskiej. Pospolicie występują na terenie Parku dzik, sarna, lis rudy, zając szarak, królik europejski, piżmaki i jeż wschodni. Rzadsze są: jeleń europejski, borsuk, jenot, tchórz oraz kuny domowa i leśna. Z drobniejszych ssaków warto wymienić orzesznicę, ryjówki aksamitną i malutką oraz rzęsorka rzeczka. Wśród liczącej ponad 130 gatunków grupy ptaków lęgowych rzadkie to: bocian czarny, żuraw, bąk, bączek, gęgawa, płaskonos, kulik wielki, słonka, samotnik, derkacz, kropiatka i kraska. Inne ciekawsze gatunki to: czapla siwa, łabędź niemy, cyraneczka, głowienka, perkozek, trzmielojad, błotniak stawowy, krogulec, kobuz, pustułka, sowa uszata, lelek kozodój, kszyk, wodnik, dudek, zimorodek, dzięcioł średni, krzyżodziób świerkowy, muchołówki mała i białoszyja, podróżniczek, pokrzewka jarzębata, dziwonia, remiz i strumieniówka. Liczny jest bocian biały, w Parku zinwentaryzowano kilkadziesiąt zasiedlonych gniazd tego ptaka. Wśród przedstawicieli herpetofauny na uwagę zasługują żmija zygzakowata, zaskroniec, padalec, traszka grzebieniasta, kumak nizinny, rzekotka drzewna i ropucha paskówka. W Rawce i jej dopływach żyje ok. 25 gatunków ryb, m.in. rzadkie gatunki występujące w bystrych strumieniach, jak: głowacz białopłetwy, strzebla potokowa i pstrąg potokowy oraz przedstawiciel smoczkoustych – minóg strumieniowy.
Stosunkowo dobrze poznane są bezkręgowce w Parku, a zwłaszcza owady, których stwierdzono tu blisko 800 gatunków, z czego prawie 100 to gatunki rzadkie. Do największych osobliwości należą, mające tu swoje jedyne znane krajowe stanowiska: jętka Metreleutus balcanicus, błonkówka Solierella compedita, muchówka Morelia simplicissima i chrząszcz Aderus pentatomus. Z innych ciekawszych gatunków warto wymienić trzmiela paskowanego, motyle: pazia królowej, pazia żeglarza, mieniaka strużnika, zmierzchnicę trupią główkę i naramiennicę srebrnicę, chrząszcze: kozioroga dębosza, wonnicę piżmówkę, rohatyńca oraz biegacze skórzastego, ogrodowego i fioletowego.

## Inne formy ochrony przyrody
Na terenie Bolimowskiego Parku Krajobrazowego znajduje się 6 rezerwatów przyrody:
- Kopanicha
- Polana Siwica
- Puszcza Mariańska
- Rawka
- Rokita
- Ruda Chlebacz

Ponadto utworzono tu zespół przyrodniczo-krajobrazowy „Nieborów”.
Część obszaru Parku jest chroniona w ramach programu Natura 2000. Zlokalizowane są tutaj następujące obszary siedliskowe tej sieci: „Dolina Rawki” PLH100015, „Polany Puszczy Bolimowskiej” PLH100028, „Grabinka” PLH140044, „Łąki Żukowskie” PLH140053 (niewielki fragment).

## Historia
W czasie I wojny światowej na linii Rawki (która przepływa przez park) i Bzury od grudnia 1914 do lipca 1915 przebiegała linia frontu niemiecko-rosyjskiego, a walki miały charakter wojny pozycyjnej. Ślady okopów są widoczne do dziś w lasach, zwłaszcza na skarpie doliny Rawki, na terenie parku znajdują się też cmentarze wojenne, na których spoczywają żołnierze, którzy wtedy polegli (m.in. w Joachimowie Mogiłach, Kamionie, Budach Grabskich).

## Zabytki, muzea i atrakcje turystyczne
Na terenie i w bezpośrednim sąsiedztwie parku znajdują się również zabytki kultury materialnej m.in.:
- zespół pałacowo-parkowy i kościół w Nieborowie
- park romantyczny w Arkadii
- renesansowe kościoły i zabudowa małomiasteczkowa w Bolimowie
- osada fabryczna w Żyrardowie
- zabytki Łowicza, w tym: muzeum regionalne w gmachu pomisjonarskim z XVIII w., bazylika katedralna z 1625–1658 r., kościół oo. Pijarów z 1672–1680 r., ratusz klasycystyczny z 1825–1828 r., kościół Św. Ducha – wzniesiony na pocz. XV w.
- zabytki Skierniewic
- sanktuarium w Miedniewicach
- dworzec w Radziwiłłowie
- kościół i grodzisko w Starej Rawie
- kościoły w Puszczy Mariańskiej (spalony, częściowo odbudowany), Jeruzalu, Bartnikach, Bełchowie, Wiskitkach
- cmentarze z I wojny światowej w Kolonii Bolimowskiej-Wsi, Joachimowie Mogiłach, Wólce Łasieckiej, Budach Grabskich, Kamionie, Wiskitkach, Huminie
- cmentarz ewangelicki w Sewerynowie[2] (nieczynny)
- cmentarz mariawicki w Arkadii
- cmentarz mariawicki w Sierakowicach Prawych (nieczynny)
- cmentarz mariawicki w Wólce Jeruzalskiej
- cmentarz protestancki w Wiskitkach (nieczynny)
- cmentarz żydowski w Wiskitkach (nieczynny)
- dwory i parki podworskie
- Leśna Galeria Rzeźby i Malarstwa Jana Graczyka w Budach Grabskich